# Guillermo Tell

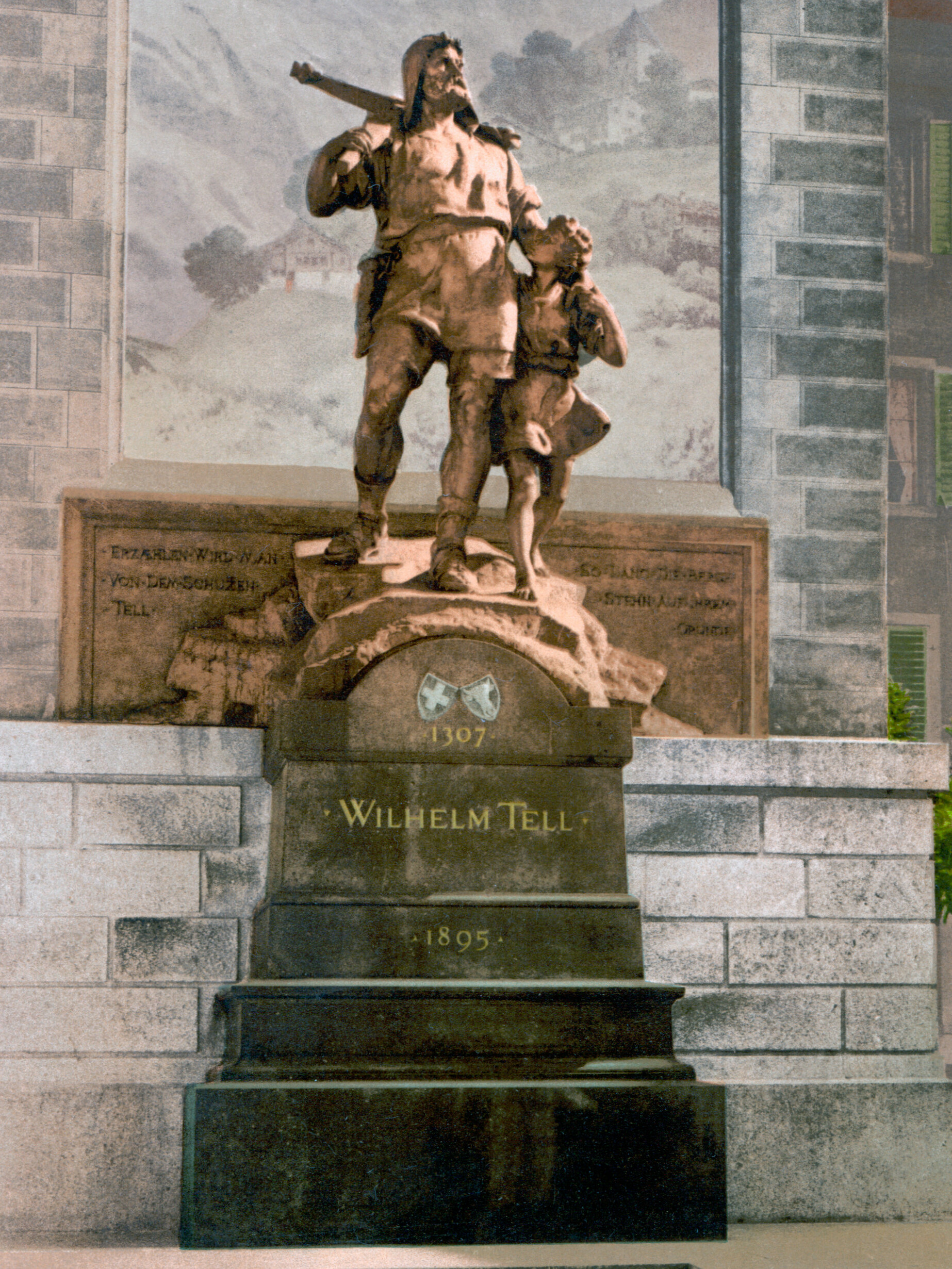
Guillermo Tell y su hijo. Memorial en Altdorf, capital del cantón suizo de Uri.

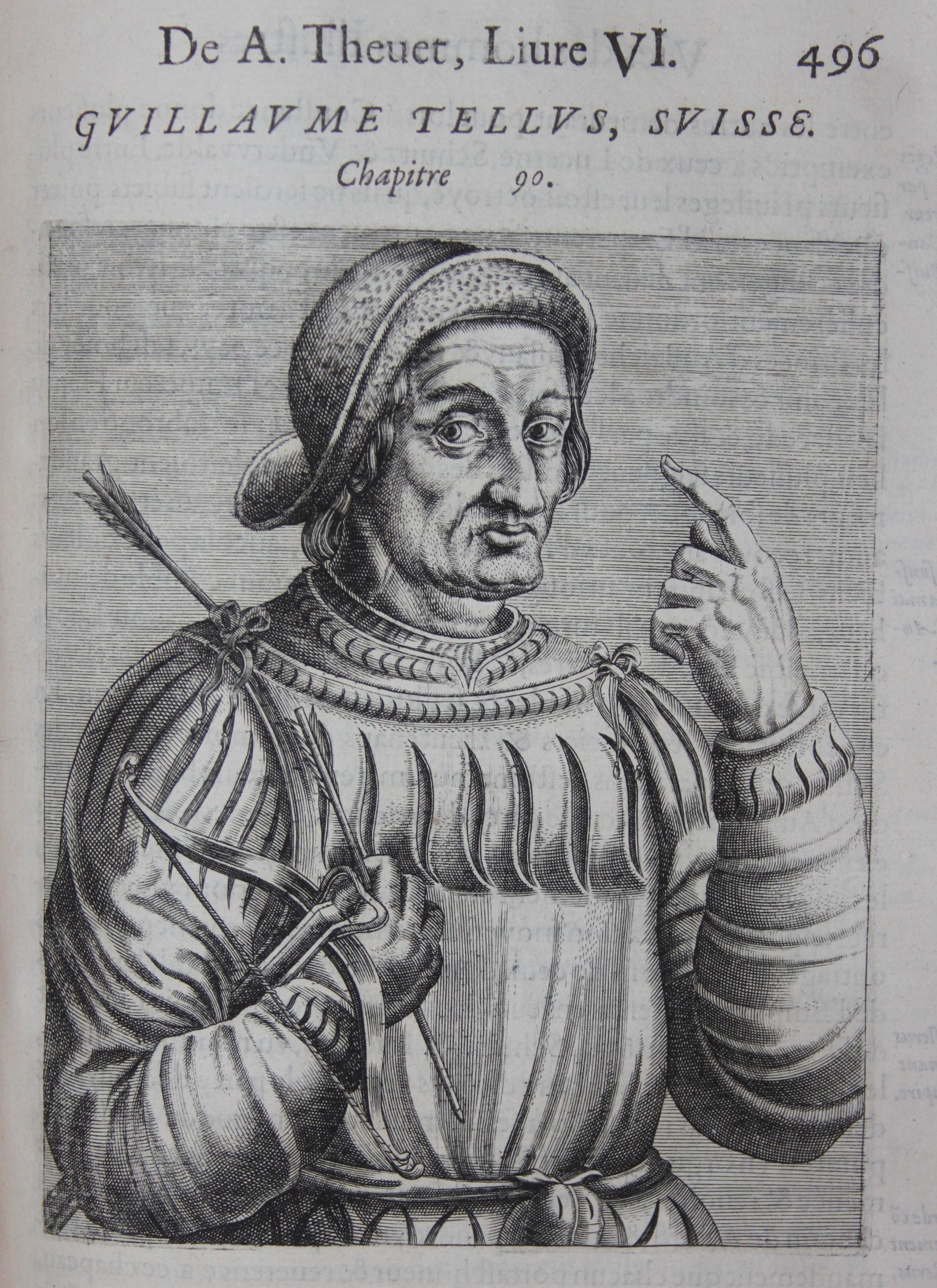
Pourtraits et Vies des Hommes Illustres, 1584.

Guillermo Tell (en alemán: Wilhelm Tell) es un personaje legendario de la independencia suiza (siglo XIV). No existe ninguna prueba documental contemporánea a la fecha de la existencia de Guillermo Tell que pueda probar que se tratase de un personaje real. Su existencia aparece en una serie de relatos legendarios de los siglos XV y XVI que incluyen altas dosis de fantasía y motivos folclóricos. No obstante, resulta probable que alguno de los rasgos y episodios que se le atribuyen pertenecieran realmente a algún combatiente (o combatientes), no identificados, por la independencia suiza de principios del siglo XIV, al cual la imaginación popular habría dotado posteriormente de elementos legendarios. Aunque el personaje sea una leyenda, representa una personificación de hechos y circunstancias verdaderas en torno a la fundación de Suiza y a la resistencia de los cantones de  
Schwyz, Uri y Unterwalden contra la anexión por parte de los Habsburgo.

## La leyenda
Según las leyendas, Tell era un habitante de Bürglen (pueblo del cantón suizo de Uri), ballestero, famoso por su puntería, de finales del siglo XIII y principios del XIV. En aquella época, la Casa de Habsburgo se había anexado recientemente algunos cantones suizos en su intento de conseguir la contigüidad territorial entre sus posesiones en el alto Rin y las del Tirol.
Cierto día en el que Guillermo Tell, que hasta entonces no había desarrollado ninguna actividad política, pasaba por la plaza mayor de Altdorf acompañado por su hijo, rehusó inclinarse en señal de respeto ante el sombrero instalado en la plaza simbolizando al soberano de la Casa de Habsburgo.
Ante tal muestra de rebeldía ante su legítimo señor, el gobernador de Altdorf, Hermann Gessler, presentado como un individuo colérico y sanguinario, detuvo a Tell. Habiendo llegado a sus oídos noticia de su fama como ballestero, le obligó a disparar su ballesta contra una manzana colocada sobre la cabeza de su propio hijo, el cual se hallaba a 100 pasos de distancia. Si Tell acertaba, sería librado de cualquier cargo. Si no lo hacía, sería condenado a muerte.
Tell intentó en vano que Gessler cambiara su castigo, de modo que introdujo dos flechas en su ballesta, apuntó y gracias a su habilidad como ballestero consiguió acertar en la manzana sin herir a su hijo. Cuando el gobernador le preguntó la razón de la segunda flecha, Guillermo Tell le contestó que estaba dirigida al corazón del malvado gobernador en caso de que la primera hubiera herido a su hijo.
Enfurecido por la respuesta, volvió a detenerlo y mandó que lo encarcelaran en el castillo de Küssnacht. En el camino al castillo, a través del lago de los Cuatro Cantones, estalló durante la travesía una tormenta que a punto estuvo de echar a pique la nave. Tell, desatado por los guardianes para que pudiera llevarlos a tierra, se hizo con el control del barco y logró llevarlo a la orilla, salvando así su vida y la de los demás ocupantes de la barca, entre los que se encontraba el propio Gessler.
Apenas desembarcado, Guillermo Tell huyó, tendió poco después una emboscada al gobernador y lo mató con su segunda flecha. Este hecho marcaría el comienzo de la sublevación de los cantones suizos de Uri, Schwyz y Unterwalden contra los Habsburgo, convirtiéndose en un mito fundamental en la lucha de Suiza por su independencia.

## La historia
Hasta más de un siglo y medio después de que tuvieran lugar los hechos protagonizados por Guillermo Tell no empezaron a ser recogidos en crónicas y baladas transmitidas oralmente. Hacia 1470 aparecen las primeras menciones en textos escritos suizos y se conoce la existencia de un drama en verso, en alemán, llamado Wilhelm Tell, que fue refundido en 1545 por Jacob Ruof (1500-1558). Sin embargo, la versión clásica del mito apareció en el Chronicon Helvetium de Egidio Tschudi, casi 200 años después de la época en que se supone que ocurrieron los hechos relatados. En esta crónica se datan los hechos protagonizados por Guillermo Tell en noviembre de 1307, y la de 1308 como la de la definitiva liberación de Suiza.
Sin embargo, no hay ninguna prueba contemporánea de que Tell ni Gessler existieran. Es más, hay abundantes leyendas que, con otros personajes y en otros parajes, relatan una proeza arquera parecida a la de Tell. Por ejemplo, el motivo del disparo contra la manzana encuentra un episodio muy similar en la Crónica danesa de Saxo Grammaticus (alrededor de 1200), así como en una antigua balada inglesa de William of Cloudeslee. Quizá por ello, en el siglo XVIII surgió una corriente historiográfica que puso en duda la existencia histórica del héroe por la falta de fuentes históricas contemporáneas y la innegable raíz folclórica de algunos elementos que adornan la leyenda.
En cualquier caso, el mito se encuadra perfectamente en el movimiento de la resistencia nacido entre los campesinos del cantón de Uri a partir de 1278, el cual se confederó con los de Schwyz y Unterwalden, formando una Liga Perpetua (1291) en contra de los Habsburgo. Este movimiento se transformó enseguida en una rebelión abierta contra los Habsburgo, que culminó con la victoria de las tropas de los tres cantones sobre Leopoldo I, duque de Austria en la batalla de Morgarten (1315). Los tres cantones, predominantemente rurales y de habla alemana, formaron la Confederación Helvética, núcleo de la Suiza actual.

## Schiller y Rossini
Con el transcurso de los siglos, la figura de Guillermo Tell encarnó los ideales de lucha por la libertad e independencia de Suiza primero, y más tarde los de amor paterno y la lucha por la justicia. Numerosos autores, especialmente durante el Romanticismo, encontraron en Guillermo Tell su fuente de inspiración. Friedrich Schiller se basó en la leyenda de Guillermo Tell para escribir un drama en cinco actos y en verso, perteneciente a la época clásica de la literatura alemana: Guillermo Tell (en alemán: Wilhelm Tell), en 1804. 
El drama de Schiller sirvió de inspiración a numerosos autores posteriores, como el drama histórico Guillermo Tell de Antonio Gil y Zárate. Posteriormente, Eugenio d'Ors publicó también en 1926 su obra Guillermo Tell. Tragedia política, escrita en 1923 durante unas vacaciones en el Tirol, una original reelaboración de la leyenda del héroe suizo.
Por su parte, Gioachino Rossini utilizó la obra de teatro, adaptada al francés por Victor Étienne y por Hippolyte Bis a partir del texto de Schiller, para componer la ópera que lleva el mismo nombre en 1829, que se estrenó en París. La obertura de dicha opera es mundialmente conocida y popular.

## Otras elaboraciones literarias
En Guillermo Tell para el colegio (Wilhelm Tell für die Schule), de 1971, Max Frisch presenta una versión notoriamente distinta del personaje y su historia. Aquí, no es ya un héroe de la libertad, sino un campesino cerril y tozudo, empeñado en hacer algo –disparar la ballesta– que nadie le exige. El representante del poder imperial aparece como un hombre atormentado por las migrañas, los vientos alpinos y la incomprensión del comportamiento de los lugareños. El mito nacional queda desmontado. La novela tiene el elemento curioso de que notas a pie de página, con citas originales y referencias documentales, van avalando la versión que presenta Frisch.